# シャットゥルアラブ川
シャットゥルアラブ（シャット・アル＝アラブ）川（シャット・アル＝アラブがわ、アラビア語: شط العرب、Šaṭṭ al-ʿArab）またはアルヴァンド川（ペルシア語: اروندرود、Arvandrūd）は、ティグリス川とユーフラテス川の合流によって形成され、イランとイラクの国境地帯を流れながらペルシャ湾に注ぐ川。長さは200km。イラク領のバスラ、イラン領のホラムシャハル、アーバーダーンなどの港湾都市が川沿いに連なり、両国の重要な航路となっている。

## 名称
シャットゥルアラブ川（Shatt al-Arab、アラビア語: شط العرب）はイラク側・アラブ側の名称。シャットはアラビア語の文語で「川岸・海岸」、現地イラク方言で「河川（特に小川ではない規模の大河川）」、アル＝アラブは「アラブ人たち」を意味。複合語のシャット・アル＝アラブで「アラブ人たちの河」といった意味合いになり、文語アラビア語のナフル・アル＝アラブ（نهر العرب、アラブ人たちの川）という表現に相当。英語ではしばしばRiver of the Arabsと訳される。
またイラン側の呼び名であるアルヴァンド（Arvand、ペルシア語: اروندرود）は中世イランの様々な文学作品や民族叙事詩『シャー・ナーメ』ではチグリス川を指す名前として登場したが、20世紀に入りパフラヴィー朝後期にはシャットゥルアラブ川を指す名として使われはじめ、イラン革命後もアルヴァンドの名で呼ばれている。

## 概要
チグリス川（延長1,900km）とユーフラテス川（延長2,800km）はイラク南部、バスラ県のアル・クルナ（al-Qurnah）の町で合流し、バスラ県を貫いて流れる。下流はイラン（フーゼスターン州）とイラクの国境地帯を流れ、途中で東からイラン最長の川・カールーン川（Karun/Karoun、延長720km）も合わせる。カールーン川は大量の黄土を含んで流れ込むため、シャットゥルアラブ川の航路を維持するための浚渫が必要となっている。川は三角州を作りペルシャ湾に流入する。途中のバスラ周辺では200mを越えた川幅は、河口では800mを越える。チグリス川とユーフラテス川はかつては現在のシャットゥルアラブ川よりも西を通って海に注いでおり、シャットゥルアラブ川の流路の形成は地質学的には比較的新しいものである。
シャットゥルアラブ川流域は豊かな湿地帯で農耕が営まれる。世界最大のナツメヤシの林もあり、1970年代半ばには1700万本から1800万本を数え、世界のナツメヤシ9000万本の5分の1がこの地域に生えていた。2002年までにその8割に当たる1400万本（イラクで900万本、イランで500万本）が戦争・塩害・病害で枯死し、残る300万本ほども状態は思わしくない。
2010年代には、上流のトルコ、イラン国内でダムの建設と新たな水利用が始まり、最下流のシャットゥルアラブ川の流量が激減。海水（塩水くさび）の遡上などにより水利用が難しくなりつつある。

## 国境問題

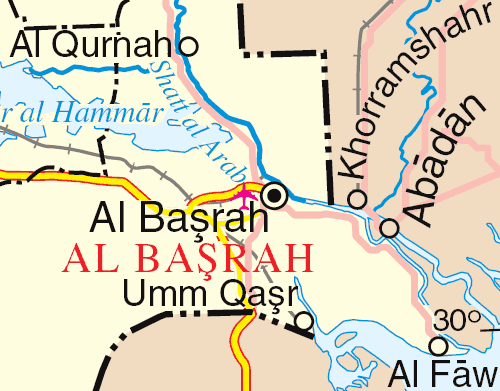
流域地図

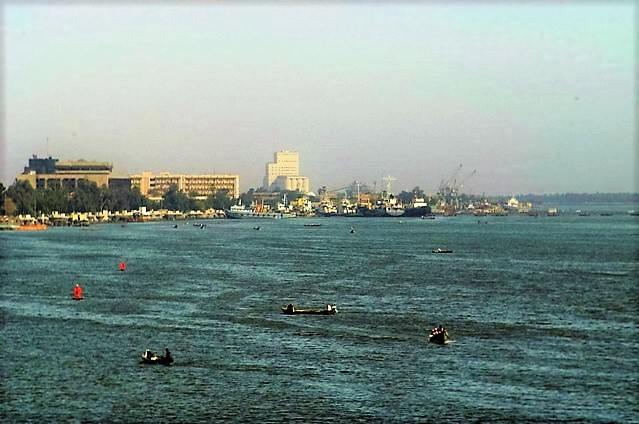
バスラ付近のシャットゥルアラブ川

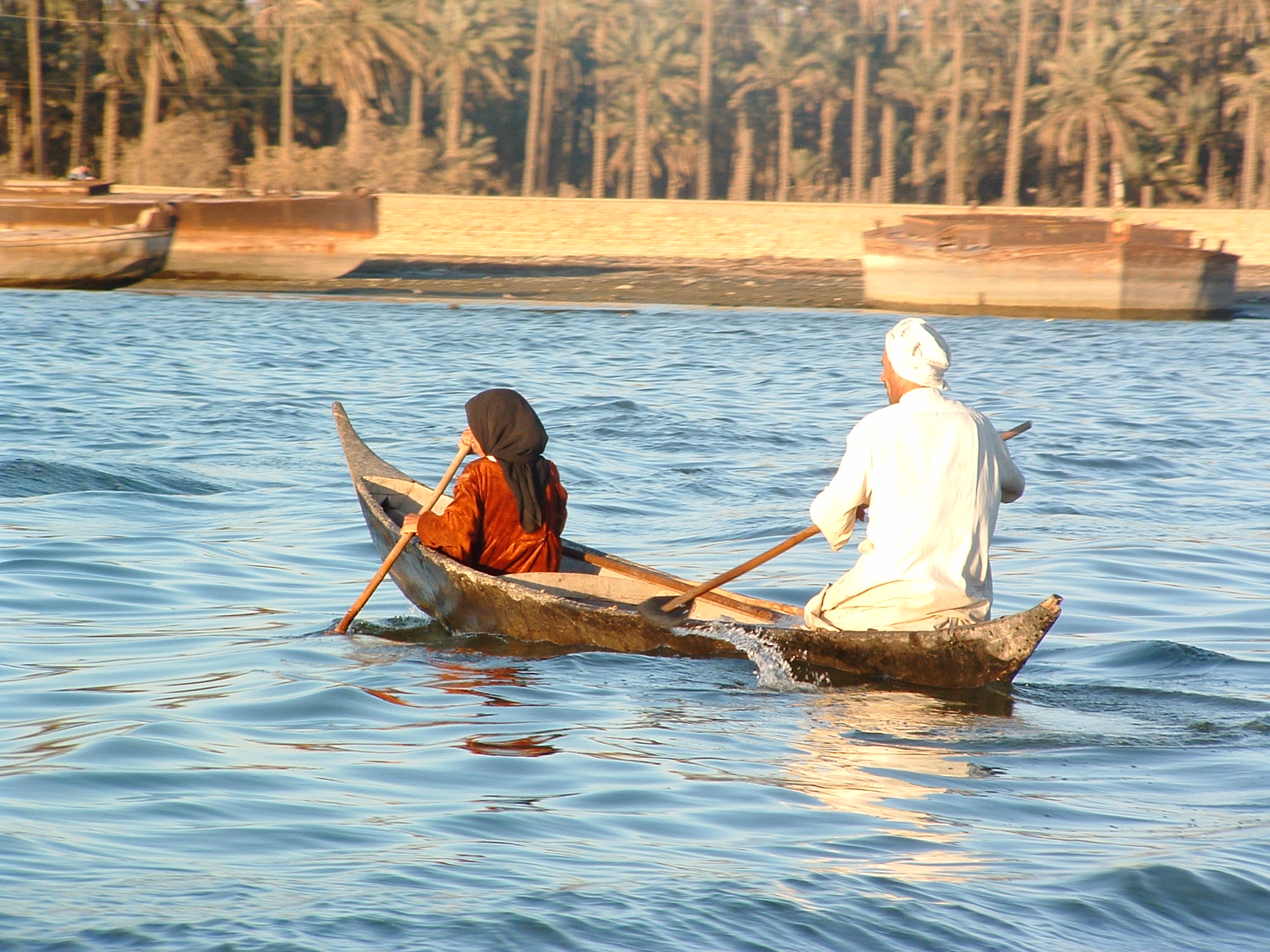
シャットゥルアラブ川をゆく手こぎ舟

イランとイラクは長年、シャットゥルアラブ川流域の領土問題と航行権問題で対立し、これがイラン・イラク戦争（1980年 - 1988年）の開戦の原因ともなった。1988年には戦前の状態を回復することで両国は休戦したが、流域に重要な港湾都市があるシャットゥルアラブ川は依然両国間の問題となっている。
航路の使用と川沿いの国境線をめぐっては数世紀前から紛争があった。オスマン帝国がサファヴィー朝からイラクを奪った直後の1639年に結ばれた平和条約のズハブ条約（ペルシア語: ズハブ条約、トルコ語: ガスレ・シーリーン条約）では、地元に住む部族の慣習と彼らの両帝国に対する忠誠に基づいて国境が定められ、厳密な測地などは行われなかった。シャットゥルアラブ川両岸の湿地帯には古くからマーシュ・アラブ族（沼沢地アラブ）が住んでいたが、オスマン帝国は自らがマーシュ・アラブの利益を代表していると主張していた。
ペルシャとトルコの間では宗教・政治・文化をめぐる全面的な緊張が高まり、19世紀にはたびたび双方の間で紛争が起きた。両国間の交渉は長引き、イギリスおよびロシアの仲裁を経て、1847年にガージャール朝とオスマン帝国の間で第2次エルズルム条約が結ばれた。この後も両国では条約の撤回や見解の不一致がみられたため、1851年にはイギリスの外務大臣パーマストン卿がこのような意見を残した。
「トルコとペルシャの間の国境は、大英帝国とロシア帝国の側で一方的な決定をしないかぎり最終的な決着はないだろう」
オスマン帝国とペルシャは議定書を1913年にコンスタンティノープルで調印したが、第一次世界大戦によってすべては破棄された。イラク王国のイギリス人顧問は、ヨーロッパの国際河川で定められた国境線の原則（thalweg principle、航行可能な川で分けられる2カ国の国境線は、川床の最深部の線（タールヴェグ(thalweg)、谷線、航路の中間線として用いられる）によって定められる）の適用により、シャットゥルアラブ川をイランとイラク両国が航行できる川として確保しようとした。さらにイギリスの意志を受けたイラク側はシャットゥルアラブ川の国境線をイランの河岸沿いに引き、水面全面をイラク領とした。これには川を航行するイランのタンカーや船舶から通行料を取る意図もあった。1930年代には両国間の争いが激化し、国際連盟に持ち込まれた結果、1937年のテヘラン条約でイランはタールヴェグまでの主権を獲得した。
イラク側ではシャットゥルアラブ川に依存しない港の確保が重視され、イラク王国後期以来、川の西岸の湿地帯アル・ファウ半島に位置する漁村ウムカスル（Umm Qasr）の大規模港湾化が構想された。ウムカスルはアル・ファウ半島の西に位置し、クウェートとイラクの国境をなす小さな入り江でペルシャ湾につながっていた。カーシムによる政権奪取後の1958年に軍港がウムカスルに置かれ、以後外国の支援で港湾が建設された。
イラクのアフマド・ハサン・アル＝バクル大統領もシャットゥルアラブ川はイラン側の川岸まですべてイラク領と主張していたが、イランのモハンマド・レザー・パフラヴィー国王はアルヴァンド川（シャットゥルアラブ川）をイラク領と主張する状態を不満に感じた。1970年には両国の国交は断絶し、以後1972年から武力衝突が頻発する。国際連合は調停者としてイラン・イラク両国間の争いに介入しようとしたが、両国に拒絶された。イラン側はこの間イラク北部のクルド人分離主義勢力を支援し、イラク側は北部に軍を移動しなければならないという圧力にさらされた。

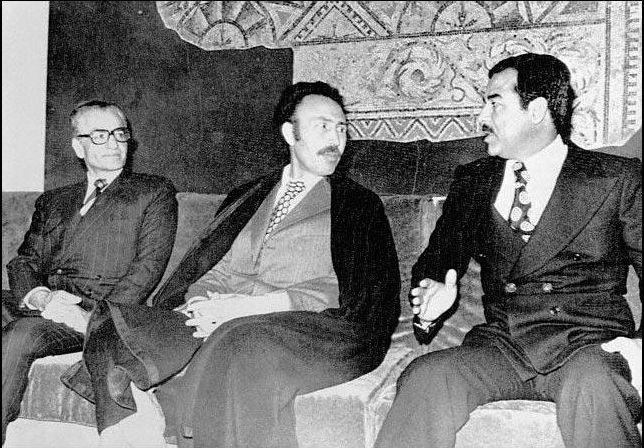
1975年、アルジェ合意を結んだイランのパフラヴィー国王（左）とイラクのフセイン副大統領（右）

1975年のOPECの席上で当時のイラク副大統領サッダーム・フセインとイランのパフラヴィー国王はアルジェ合意を結び、シャットゥルアラブ川およびフーゼスターンにおける国境問題の解決と敵対関係の停止を合意した。この合意では、おおよそタールヴェグに近い場所に引かれた線を国境線として確認した。
アルジェ合意から6年も経たない1980年、イラク新大統領のサッダーム・フセインはアルジェ合意を撤廃する宣言を出し、イラン領内に侵入した（当時イランはイスラム革命で政変が起きたとはいえ、国際法上、二国間あるいは多国間の条約は、どのような場合であれ一方の意志では撤廃できない）。イラン・イラク戦争においてシャットゥルアラブ川は両軍の戦闘の主な舞台となった。イラク軍はフーゼスターンに突出し、ホラムシャハルやアーバーダーンなどの都市や石油施設を破壊したが、イランは大反撃を行いイラク軍を川の反対側まで押し戻した。この川はイラクの唯一ともいえるペルシャ湾への出口であり、イラン側からの攻撃によってイラクに出入りする船舶は打撃を受け、1987年にはイラクの港湾はほぼ機能停止し物資輸送はクウェートやアカバ湾にまで振り替えられた。イラン・イラク戦争は両国に何ももたらさないまま停戦したが、1990年の湾岸戦争の際、サッダーム政権はクウェート侵攻を前にイランを懐柔するためアルジェ合意を確認した。

## イラク戦争後の状態
2003年のイラク戦争では、人道支援物資の供給および密輸の撲滅のために、イラクの唯一の海への出口であるシャットゥルアラブ川の確保は重要とされた。戦争開始初期、イギリス海軍はウムカスルの港湾と石油施設に対し水陸両面から作戦を行った。
戦闘の終了後、イギリスはシャットゥルアラブ川とその河口部の湾岸の警備を行い、後に国際連合安全保障理事会決議1723により正式に警備任務についた。これによりイギリス軍は川と河口を用いた武装の密輸を防いでいるほか、イラク海軍に対し航路警備を引き継がせるための訓練を行っている。
シャットゥルアラブ川より先のペルシャ湾においては、シャットゥルアラブ川中間線を延長した国境線が引かれているが、川の運ぶ土砂と砂州形成により海上の国境は不明確となる。イラク戦争後、イギリス海軍の艦艇がイランの主張する領域内を通ったとしてイラン軍に拿捕される事件が2004年6月と2007年3月の二度起き、両国の間の政治危機となった。

## 支流
下流より記載
- カールーン川
- チグリス川
  - 小ザブ川
  - 大ザブ川
- ユーフラテス川
  - ハブール川
  - バリフ川